# Tiszadada
Tiszadada là một thị trấn thuộc hạt Szabolcs-Szatmár-Bereg, Hungary. Thị trấn này có diện tích 48,77 km², dân số năm 2010 là 2291 người, mật độ 47 người/km².